# Gaberke
Gaberke so  naselje v Občini Šoštanj  v Republiki Sloveniji. Gaberke so dobile ime po gabrovem drevesu, ki  je rastlo na posesti gradu  Fortenek. Po stari gabrški  legendi naj  bi v deblu prebival petelin, ki je kradel denar. Zato so Gabrčani podrli drevo in po drevesu  poimenovali vas.